# Dynamism
Dynamism, monarkiansk kristologisk lära som motsätter sig Logos-kristologin och förnekar Kristi gudom.
Den förste representanten för dynamismen var en viss Theodotus, som hade kommit till Rom från Bysantinska riket år 190 på grund av en förföljelse där. Theodotus menade, att Kristus var enbart människa. Han var född av en jungfru men som en vanlig människa utan annat företräde framför andra människor än rättfärdigheten. Jesus hade levt som andra människor, men vid dopet hade Kristus som en kraft (grek. dynamos) kommit över honom och därefter varit verksam i honom. Theodotus och hans anhängare tänkte sig Jesus som en profet, som för en tid varit utrustad med gudomliga krafter, men inte genom detta blivit Gud. Först efter uppståndelsen hade han förenats med Gud. Denna lära avvisades av den Romersk-katolska kyrkan, och Theodotus exkommunicerades.
Dynamismen företer ett tämligen nära släktskap med adoptianismen.